# Rubus lineatoalpestris
Rubus lineatoalpestris är en rosväxtart som beskrevs av N. Naruhashi och T. Sato. Rubus lineatoalpestris ingår i släktet rubusar, och familjen rosväxter. Inga underarter finns listade i Catalogue of Life.